# Divisione Nord
La Divisione Nord è una divisione delle isole Figi con 135 961 abitanti (al censimento del 2007), che ha come capoluogo Labasa.
La divisione è costituita dall'isola Vanua Levu e dalle piccole isole di Cikobia, Kioa, Nggamea, Rambi, Taveuni, Yandua e Yathata. L'isola ha confini marittimi con tutte e tre le altre divisioni. Il territorio della divisione, fatta eccezione per l'isola di Lau, coincide con quello della Confederazione Tovata.

## Province
- Macuata
- Cakaudrove
- Bua

| Controllo di autorità | ISNI (EN) 0000 0004 0599 2504 |